# 1932年ロサンゼルスオリンピックの陸上競技
1932年ロサンゼルスオリンピックの陸上競技（1932ねんロサンゼルスオリンピックのりくじょうきょうぎ）は、1932年7月31日から8月7日までの競技日程で実施された。

## 概要
男子は50km競歩が採用され前回大会より1種目多い23種目、女子は800mが実施されない代わりに槍投げと80mハードルが採用され前回大会より1種目多い6種目で争われた。

## 競技結果

### 男子
| 種目              | 金                                                                                           | 金        | 銀 | 銀        | 銅 | 銅        |
| ----------------- | -------------------------------------------------------------------------------------------- | --------- | --- | --------- | --- | --------- |
| 100m 詳細         | エディ・トーラン アメリカ合衆国 (USA)                                                        | 10秒3     | ラルフ・メトカーフ アメリカ合衆国 (USA)                                                                  | 10秒3     | アルトゥール・ヨナート ドイツ (GER)                                                                              | 10秒4     |
| 200m 詳細         | エディ・トーラン アメリカ合衆国 (USA)                                                        | 21秒2     | ジョージ・シンプソン アメリカ合衆国 (USA)                                                                | 21秒4     | ラルフ・メトカーフ アメリカ合衆国 (USA)                                                                          | 21秒5     |
| 400m 詳細         | ビル・カー アメリカ合衆国 (USA)                                                              | 46秒2     | ベン・イーストマン アメリカ合衆国 (USA)                                                                  | 46秒4     | アレックス・ウィルソン カナダ (CAN)                                                                              | 47秒7     |
| 800m 詳細         | トーマス・ハンプソン イギリス (GBR)                                                          | 1分49秒7  | アレックス・ウィルソン カナダ (CAN)                                                                      | 1分49秒9  | フィル・エドワーズ カナダ (CAN)                                                                                  | 1分51秒5  |
| 1500m 詳細        | ルイージ・ベッカリ イタリア (ITA)                                                            | 3分51秒2  | ジェリー・コーンズ イギリス (GBR)                                                                        | 3分52秒6  | フィル・エドワーズ カナダ (CAN)                                                                                  | 3分52秒8  |
| 5000m 詳細        | ラウリ・レーティネン フィンランド (FIN)                                                      | 14分30秒0 | ラルフ・ヒル アメリカ合衆国 (USA)                                                                        | 14分30秒0 | ラウリ・ヴィルタネン フィンランド (FIN)                                                                          | 14分44秒0 |
| 10000m 詳細       | ヤヌス・クソチンスキー ポーランド (POL)                                                      | 30分11秒4 | ボルマリ・イソ＝ホロ フィンランド (FIN)                                                                  | 30分12秒6 | ラウリ・ヴィルタネン フィンランド (FIN)                                                                          | 30分35秒0 |
| マラソン 詳細     | ファン＝カルロス・サバラ アルゼンチン (ARG)                                                  | 2:31:36   | サミュエル・フェリス イギリス (GBR)                                                                      | 2:31:55   | アルマス・トイヴォネン フィンランド (FIN)                                                                        | 2:32:12   |
| 110mハードル 詳細 | ジョージ・セーリング アメリカ合衆国 (USA)                                                    | 14秒6     | パーシー・ベアード イギリス (GBR)                                                                        | 14秒7     | ドナルド・フィンレー アメリカ合衆国 (USA)                                                                        | 14秒8     |
| 400mハードル 詳細 | ボブ・ティスダル アイルランド (IRL)                                                          | 51秒7     | グレン・ハーディン アメリカ合衆国 (USA)                                                                  | 51秒9     | モーガン・テイラー アメリカ合衆国 (USA)                                                                          | 52秒0     |
| 3000m障害 詳細    | ボルマリ・イソ＝ホロ フィンランド (FIN)                                                      | 10分33秒4 | トーマス・エヴェンソン イギリス (GBR)                                                                    | 10分46秒0 | ジョー・マックラスキー アメリカ合衆国 (USA)                                                                      | 10分46秒2 |
| 4x100mリレー 詳細 | アメリカ合衆国 ロバート・キーセル エメット・トッピーノ ヘクター・ダイヤー フランク・ワイコフ | 40秒0     | ドイツ ヘルムート・ケーニヒ フリードリヒ・ヘンドリクス エーリッヒ・ボルフマイヤー アルトゥール・ヨナート | 40秒9     | イタリア ジュゼッペ・カステリ ルッジェーロ・マレガッティ ガブリエーレ・サルヴィアーティ エドガールド・トエッティ | 41秒2     |
| 4x400mリレー 詳細 | アメリカ合衆国 イバン・フクア エドガー・アブロビッチ カール・ワーナー ビル・カー             | 3分08秒2  | イギリス クルー・ストーンレイ トーマス・ハンプソン デヴィッド・バーリー ゴドフリー・ランプリング         | 3分11秒2  | カナダ レイ・ルイス ジェームズ・ボール フィル・エドワーズ アレックス・ウィルソン                                 | 3分12秒8  |
| 50km競歩 詳細     | トーマス・グリーン イギリス (GBR)                                                            | 4:50:10   | ヤーニス・ダーリンシュ ラトビア (LAT)                                                                    | 4:57:20   | ウーゴ・フリジェリオ イタリア (ITA)                                                                              | 4:59:06   |
| 走幅跳 詳細       | エド・ゴードン アメリカ合衆国 (USA)                                                          | 7m64cm    | ランバート・レッド アメリカ合衆国 (USA)                                                                  | 7m60cm    | 南部忠平 日本 (JPN)                                                                                              | 7m45cm    |
| 三段跳 詳細       | 南部忠平 日本 (JPN)                                                                          | 15m72cm   | エリック・スベンソン スウェーデン (SWE)                                                                  | 15m32cm   | 大島鎌吉 日本 (JPN)                                                                                              | 15m12cm   |
| 走高跳 詳細       | ダンカン・マクノートン カナダ (CAN)                                                          | 1m97cm    | ロバート・バンオスデル アメリカ合衆国 (USA)                                                              | 1m97cm    | シメオン・トリビオ フィリピン (PHI)                                                                              | 1m97cm    |
| 棒高跳 詳細       | ウィリアム・ミラー アメリカ合衆国 (USA)                                                      | 4m32cm    | 西田修平 日本 (JPN)                                                                                      | 4m30cm    | ジョージ・ジェファーソン アメリカ合衆国 (USA)                                                                    | 4m20cm    |
| 砲丸投 詳細       | レオ・セクストン アメリカ合衆国 (USA)                                                        | 16m00cm   | ハーロウ・ロザート アメリカ合衆国 (USA)                                                                  | 15m67cm   | フランチシェク・ドウダ チェコスロバキア (TCH)                                                                    | 15m61cm   |
| 円盤投 詳細       | ジョン・アンダーソン アメリカ合衆国 (USA)                                                    | 49m49cm   | ヘンリー・ラボード アメリカ合衆国 (USA)                                                                  | 48m47cm   | ポール・ウィンテール フランス (FRA)                                                                              | 47m85cm   |
| ハンマー投 詳細   | パトリック・オキャラハン アイルランド (IRL)                                                  | 53m92cm   | ビレ・ペルヘレ フィンランド (FIN)                                                                        | 52m27cm   | ピーター・ザレムバ アメリカ合衆国 (USA)                                                                          | 50m33cm   |
| やり投 詳細       | マッティ・ヤルビネン フィンランド (FIN)                                                      | 72m71cm   | マッティ・シッパラ フィンランド (FIN)                                                                    | 69m80cm   | エイノ・ペンティラ フィンランド (FIN)                                                                            | 68m70cm   |
| 十種競技 詳細     | ジェームズ・ボーシュ アメリカ合衆国 (USA)                                                    | 8462.23点 | アキレス・ヤルビネン フィンランド (FIN)                                                                  | 8292.48点 | ヴォルラート・エーベルレ ドイツ (GER)                                                                            | 8030.80点 |

### 女子
| 種目              | 金 | 金      | 銀                                                                                           | 銀      | 銅                                                                                                   | 銅      |
| ----------------- | --- | ------- | -------------------------------------------------------------------------------------------- | ------- | --- | ------- |
| 100m 詳細         | スタニスラワ・ワラシェビッチ ポーランド (POL)                                                          | 11秒9   | イルダ・ストリク カナダ (CAN)                                                                | 11秒9   | ウィルヘルミナ・ボンブレーメン アメリカ合衆国 (USA)                                                  | 12秒0   |
| 80mハードル 詳細  | ベーブ・ディドリクソン アメリカ合衆国 (USA)                                                            | 11秒7   | エベリン・ホール アメリカ合衆国 (USA)                                                        | 11秒7   | マージョリー・クラーク 南アフリカ (RSA)                                                              | 11秒8   |
| 4x100mリレー 詳細 | アメリカ合衆国 メアリー・カルー エベリン・ファーチ アネット・ロジャース ウィルヘルミナ・ボンブレーメン | 47秒0   | カナダ ミルドレッド・フィッツェル リリアン・パルマー メアリー・フリッツェル イルダ・ストリク | 47秒0   | イギリス アイリーン・ヒスコック グウェンドリン・ポーター ヴァイオレット・ウェブ ネリー・ハルステッド | 47秒6   |
| 走高跳 詳細       | ジーン・シャイリー アメリカ合衆国 (USA)                                                                | 1m65cm  | ベーブ・ディドリクソン アメリカ合衆国 (USA)                                                  | 1m65cm  | エヴァ・ドーズ カナダ (CAN)                                                                          | 1m60cm  |
| 円盤投 詳細       | リリアン・コープランド アメリカ合衆国 (USA)                                                            | 40m58cm | ルス・オズボーン アメリカ合衆国 (USA)                                                        | 40m12cm | ヤドヴィガ・ワイス ポーランド (POL)                                                                  | 38m74cm |
| やり投 詳細       | ベーブ・ディドリクソン アメリカ合衆国 (USA)                                                            | 43m68cm | エレン・ブラウミュラー ドイツ (GER)                                                          | 43m49cm | ティリー・フライシャー ドイツ (GER)                                                                  | 43m00cm |

## 各国メダル数
| 順 | 国・地域               | 金 | 銀 | 銅 | 計 |
| -- | ---------------------- | -- | -- | -- | -- |
| 1  | アメリカ合衆国 (USA)   | 16 | 13 | 6  | 35 |
| 2  | フィンランド (FIN)     | 3  | 4  | 4  | 11 |
| 3  | イギリス (GBR)         | 2  | 4  | 2  | 8  |
| 4  | ポーランド (POL)       | 2  | 0  | 1  | 3  |
| 5  | アイルランド (IRL)     | 2  | 0  | 0  | 2  |
| 6  | カナダ (CAN)           | 1  | 3  | 5  | 9  |
| 7  | 日本 (JPN)             | 1  | 1  | 2  | 4  |
| 8  | イタリア (ITA)         | 1  | 0  | 2  | 3  |
| 9  | アルゼンチン (ARG)     | 1  | 0  | 0  | 1  |
| 10 | ドイツ (GER)           | 0  | 2  | 3  | 5  |
| 11 | スウェーデン (SWE)     | 0  | 1  | 0  | 1  |
| 11 | ラトビア (LAT)         | 0  | 1  | 0  | 1  |
| 13 | チェコスロバキア (TCH) | 0  | 0  | 1  | 1  |
| 13 | フランス (FRA)         | 0  | 0  | 1  | 1  |
| 13 | フィリピン (PHI)       | 0  | 0  | 1  | 1  |
| 13 | 南アフリカ (RSA)       | 0  | 0  | 1  | 1  |